# روني هوكينز
روني هوكينز (بالإنجليزية: Ronnie Hawkins)‏ هو موسيقي وكاتب أغاني أمريكي، ولد في 10 يناير 1935 في هانتسفيل في الولايات المتحدة.

## وصلات خارجية
- الموقع الرسمي
- روني هوكينز على موقع IMDb (الإنجليزية)
- روني هوكينز على موقع الموسوعة البريطانية (الإنجليزية)
- روني هوكينز على موقع روتن توميتوز (الإنجليزية)
- روني هوكينز على موقع ألو سيني (الفرنسية)
- روني هوكينز على موقع ميوزك برينز (الإنجليزية)
- روني هوكينز على موقع أول ميوزيك (الإنجليزية)
- روني هوكينز على موقع ديسكوغز (الإنجليزية)
- روني هوكينز على موقع قاعدة بيانات الفيلم (الإنجليزية)